# Ninoe saeva
Ninoe saeva är en ringmaskart som beskrevs av Andre Intes och Le Loeuff 1975. Ninoe saeva ingår i släktet Ninoe och familjen Lumbrineridae. Inga underarter finns listade i Catalogue of Life.